# Teratopora nephelozona
Teratopora nephelozona är en fjärilsart som beskrevs av Edward Meyrick 1889. Teratopora nephelozona ingår i släktet Teratopora och familjen björnspinnare. Inga underarter finns listade i Catalogue of Life.